# 거문고자리 RR형 변광성
거문고자리 RR형 변광성은 표준광원으로 종종 사용되기도 하는, 변광성의 종류 중 하나이다.

## 물리적 특징
거문고자리 RR형 변광성들은 밝기가 요동치는, 수평가지에 속하는 별들로 질량은 대략 태양의 절반 수준이다. 거문고자리 RR형 항성들은 변광성이 되는 과정에서 질량을 방출하는데, 여기서 거문고자리 RR형 항성들은 한때 태양보다 질량이 약간 작거나(태양질량의 0.8배 수준) 또는 거의 같은 별이었음을 알 수 있다.
이들은 세페이드 변광성과 비슷하게 밝기가 변하지만 중대한 차이점이 있다. 거문고자리 RR 항성들은 나이가 많고 상대적으로 질량이 작은 별들이다. 그러므로 이들은 세페이드 변광성들보다 훨씬 더 흔하게 존재하지만, 어둡다. 거문고자리 RR 별들의 절대 등급은 0.75로 태양 밝기의 40 ~ 50배 수준에 지나지 않는다. 이들의 변광 주기는 1일 이하로 짧으며 때로 7시간 정도의 간격을 보이기도 한다.
거문고자리 RR형 항성들은 세 가지 종류로 분류된다.
- RRab
- RRc: 변광 주기가 짧다.
- RRd: 이중 방식으로 밝기가 변한다.

거문고자리 RR형 항성들의 밝기 변화 및 절대 등급 때문에 이들은 가까운 천체들까지의 거리 - 특히 우리 은하 내 - 를 구하는 데 사용되는, 훌륭한 표준광원의 역할을 한다. 이들은 구상 성단을 연구할 때에도 이용된다.
다만 우리 은하를 벗어난 먼 거리를 재는 데에는 적합하지 않은데, 이는 거문고자리 RR형 별들의 밝기가 세페이드 변광성에 비해 상대적으로 어둡기 때문이다. 변광성 명칭은 거문고자리에 있는 원형 별 거문고자리 RR의 이름을 따왔다. 구상 성단에 흔하게 분포하고 있기 때문에, 예전에는 이들을 '성단형 변광성'으로 불렀다.

## 같이 보기
- 거문고자리 RR
- 처녀자리 W형 변광성